# Cervejaria Cantillon
Brasserie-Brouwerij Cantillon (ou Cervejaria Cantillon Brewery) é uma pequena cervejaria familiar belga localizada em Anderlecht, Bruxelas e fundada em 1900. Eles fazem exclusivamente cervejas do tipo lambic.

## Cervejas

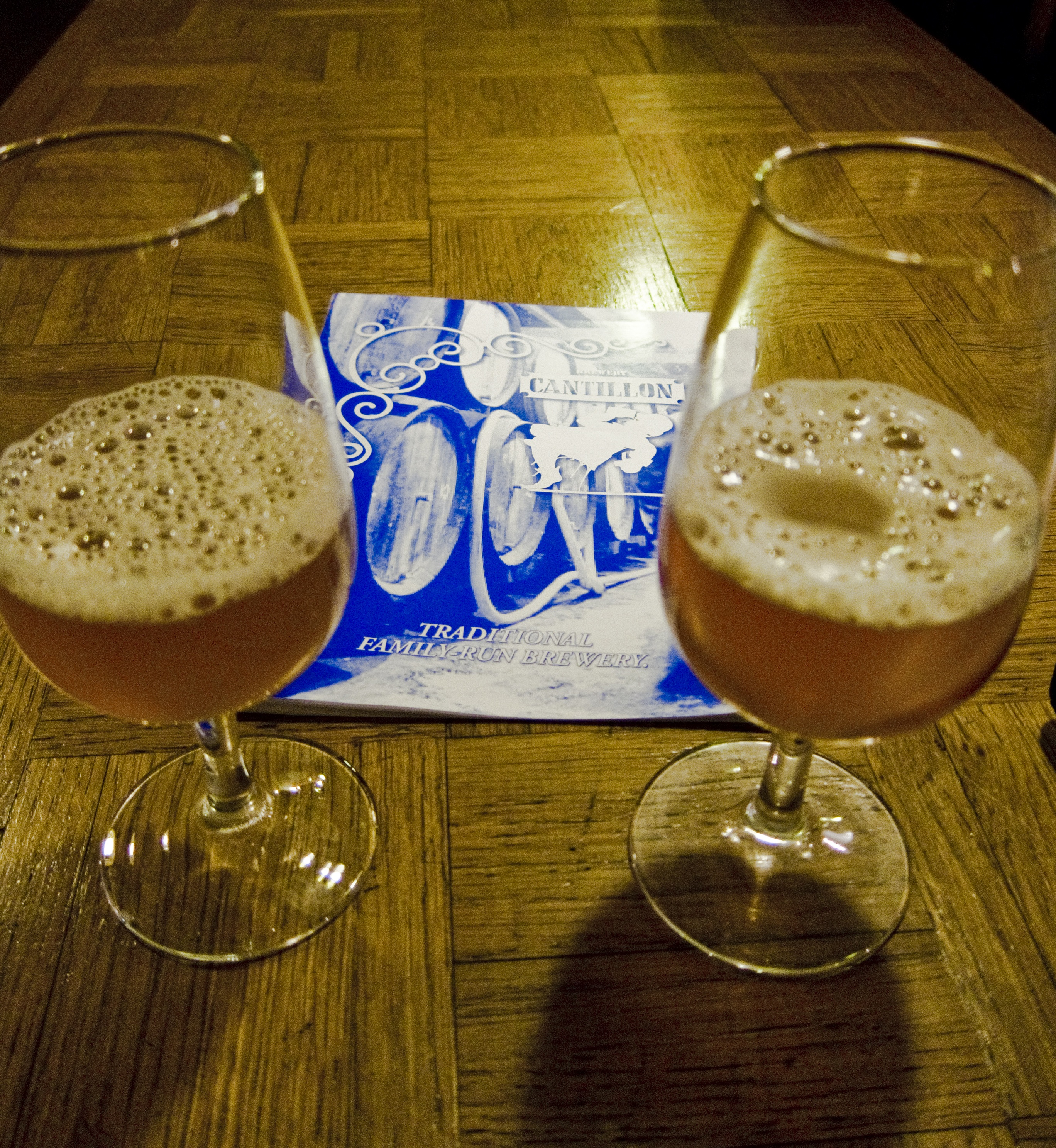
Cerveja Gueuze

No estilo tradicional de cervejas lambic, as cervejas são feitas com 2/3 de cevada maltada e 1/3 de trigo não maltado, sofrem fermentação espontânea em tonéis abertos, envelhecem em barris de carvalho ou castanha, são misturados (blend entre cervejas jovens e envelhecidas), engarrafadas e armazenadas por um ano. Metade da produção da cervejaria é de gueuze; uma vez ao ano um lote de kriek é feito 
- Cuvée Saint Gilloise - Gueuze não tradicional, que sofre dry-hop no barril e é re-fermentada na garrafa com açucar candi.
- Fou' Foune - apricot[2]
- Grand Cru Bruocsella - lambic[2]
- Gueuze[2]
- Kriek - lambic com cereja
- Lou Pepe Gueuze - outra gueuze não tradicional[2]
- Lou Pepe Kriek )[2]
- Lou Pepe Framboise - kriek com framboesa)[2]
- Mamouche - elderflower
- Rosé de Gambrinus - framboesa[2]
- Saint Lamvinus - com uvas Merlot and Cabernet Franc [2]
- Vigneronne - com uvas Muscat[2]

## Museu Gueuze

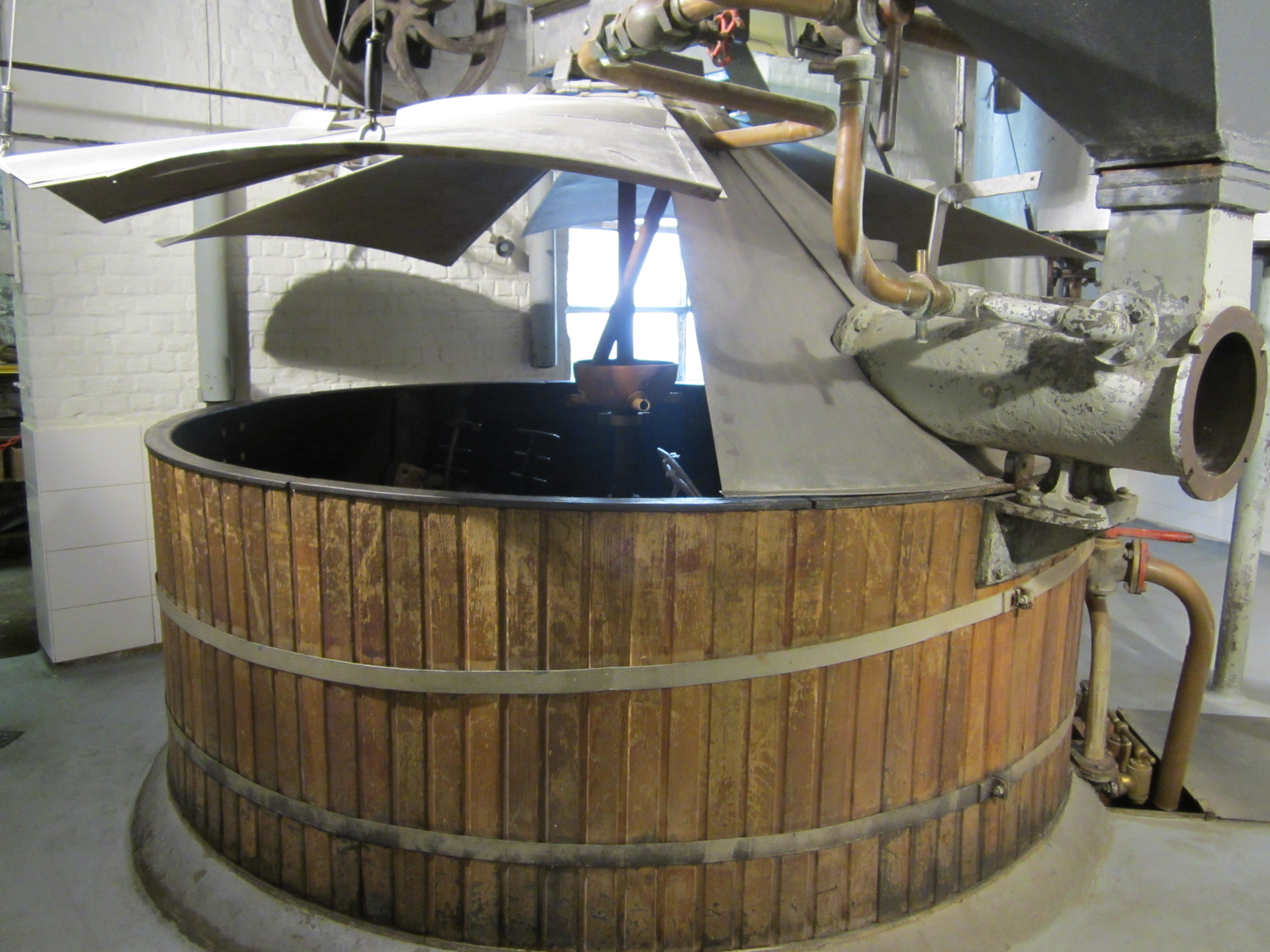
Tina de Mostura da Cantillon Brewery

A cervejaria também acomoda o Museu da Gueuze. Patricia Schultz listou o museu e a cervejaria em seu livro 1,000 Places to See Before You Die.